# Alexander C. Harris
Alexander Cory „Alex“ Harris (* 30. Januar 1986 in Mission Viejo, Kalifornien) ist ein US-amerikanischer Basketballspieler. Nach dem Studium in seinem Heimatland spielte Harris als Profi zunächst zwei Jahre in der polnischen Tauron Liga, bevor er nach Deutschland wechselte und von 2010 bis 2014 in der Basketball-Bundesliga bei EnBW Ludwigsburg, den Eisbären Bremerhaven und Walter Tigers Tübingen spielte.

## Karriere
Nach der High School, wo er mit der Basketballmannschaft der St. Joseph Notre Dame die Staatsmeisterschaften gewann, blieb Harris in Kalifornien und ging 2004 zum Studium an die University of California, Santa Barbara, deren Hochschulmannschaft Gauchos in der Big West Conference der National Collegiate Athletic Association (NCAA) spielt. Während die Damenmannschaft der Gauchos Rekordsieger der Big West Conference ist, konnte die Herrenmannschaft während Harris aktiver Zeit keinen Conference-Titel gewinnen und verpasste auch die Qualifikation für das Turnier der NCAA Division I Basketball Championship. Am Ende seiner vierjährigen Collegekarriere war Harris der erfolgreichste Scorer in der Geschichte dieser Hochschulmannschaft mit 1.696 Punkten.
2008 begann Harris eine Karriere als Profi, die ihn zunächst nach Polen in die höchste Spielklasse PLK führte. Mit PGE Turów aus Zgorzelec holte er 2009 zum dritten Mal in Folge die Vizemeisterschaft hinter Serienmeister Prokom Sopot. Anschließend spielte er für den Ligakonkurrenten Energa Czarni aus Słupsk, die die Halbfinalserie der Meisterschafts-Play-off gegen Turów verloren hatten. Czarni erreichte 2010 jedoch nur den achten Platz nach der Hauptrunde und schied in der ersten Runde der Play-offs gegen Titelverteidiger Asseco Prokom aus. Für die Basketball-Bundesliga 2010/11 wurde Harris dann vom deutschen Erstligisten aus Ludwigsburg verpflichtet. Dieser verpasste am Saisonende erneut den Einzug in die Play-offs um die deutsche Meisterschaft, jedoch nur sehr knapp wegen des schlechteren direkten Vergleichs gegenüber den Eisbären aus Bremerhaven. Nach einer enttäuschenden Basketball-Bundesliga 2011/12, in der Ludwigsburg nur knapp den Klassenerhalt erreichte, wechselte Harris zu den Eisbären, die ihrerseits nun auch den Play-off-Einzug verpasst hatten.
Nach der Saison 2012/13 unterschrieb Harris einen Einjahresvertrag bei den Tigers Tübingen für die Saison 2013/14. Weitere Stationen waren danach 2014–2015 Trikala Basketball Club (Griechenland), 2015–2016 New Basket Brindisi (Italien), 2016 AEK Larnaca (Zypern), 2017 Doxa Lefkadas (Griechenland) (Zweite Griechische Basketball-Liga) und Regatas Corrientes (Argentinien).